# هیکارو اوزاوا
هیکارو اوزاوا (انگلیسی: Hikaru Ozawa؛ زادهٔ ۹ مارس ۱۹۸۸) بازیکن فوتبال اهل ژاپن است.
از باشگاه‌هایی که در آن بازی کرده‌است می‌توان به باشگاه ورزشی یوکوهاما اشاره کرد.